# Jim Sheridan
Jim Sheridan (Dublín, 6 de febrero de 1949) es un actor, director, productor y guionista de cine irlandés.

## Biografía
Hijo de un ama de casa y de un trabajador de la estación de tren de Dublín (Irlanda), donde Sheridan nació y creció junto a sus seis hermanos, uno de los cuales, Frankie, murió de un tumor en la cabeza. El joven cineasta irlandés Sheridan comenzó su carrera en el teatro como uno de los fundadores de la Project Theatre Company de Dublín, junto con uno de sus hermanos, Peter Sheridan. Sus primeros años estuvieron destinados a la producción teatral, incluyendo la muy aclamada Spike in the First World War, basada en la novela de Jaroslav Hasek. 
A inicios de los 80, Sheridan cruzó el océano hasta los Estados Unidos junto con su mujer y sus dos hijas, con la intención de adentrarse en el mundo de Broadway. Una vez allí, Sheridan se matriculó en la Escuela de Cine de la Universidad de Nueva York para un curso de seis semanas. 
No sería hasta finales de la década de los 80 cuando Sheridan da el salto a la dirección cinematográfica. Y su debut iba a ser recordado, ya que se dio a conocer a nivel internacional en 1989 con Mi pie izquierdo, biopic del pintor y escritor irlandés Christy Brown, un hombre con una severa parálisis cerebral que únicamente le permitía mover su pie izquierdo. Este film, aparte de ser un éxito de taquilla, le sirvió a Sheridan a impulsar el renacimiento de la cinematografía irlandesa. Mi pie izquierdo obtuvo cinco nominaciones a los Óscar, incluyendo la de Mejor Película, mejor dirección y mejor guion adaptado, y ganó el premio al mejor actor principal (Daniel Day-Lewis) y el de actriz de reparto (Brenda Fricker). 
Su siguiente trabajo tampoco dejaría indiferente. Pese a las numerosas ofertas que recibió de Hollywood, Sheridan decidió dirigir su siguiente película en Irlanda. Se trata de El prado, por la que Richard Harris resultó nominado a los Oscars por su interpretación de un granjero que defiende diligentemente su tierra de las garras de los especuladores inmobiliarios. Sheridan escribió también el guion para el aclamado cuento de hadas moderno Escapada al sur, dirigido por Mike Newell, que presentaba el lado más mágico del mundo, con una historia de la comunidad trashumante de Irlanda (el pueblo gitano) y de un caballo blanco encantado que unía de forma solvente la realidad con la ficción. 
En 1993, Sheridan escribió, produjo y dirigió En el nombre del padre, drama que cuenta la lucha de Gerry Conlon, un hombre acusado falsamente y encarcelado como terrorista del IRA. Para esta película, Sheridan volvió a contar con la ayuda de Daniel Day-Lewis, además de Emma Thompson. El filme fue criticado por algunos y denostado por otros debido a su posicionamiento antibritánico: con todo, esto no impidió que obtuviera varias nominaciones a los Óscar, incluyendo los de Mejor Director (el segunda de su carrera), Mejor Guion Adaptado y Mejor Película. 
A partir de En el nombre del padre, Sheridan ha diversificado su actividad en el mundo del cine irlandés. Ha producido diferentes proyectos como En el nombre del hijo de Terry George o Agnes Browne dirigida y protagonizada por Anjelica Huston, ha escrito guiones para películas e, incluso, ha actuado como en Moll Flanders de Pen Densham.
En lo que se refiere a la dirección, volvió a dirigir a Daniel Day-Lewis en The Boxer (1997) y posteriormente en la más que interesante En América, donde retrata la vida (quizá autobiográfica) de una familia irlandesa inmigrante en Estados Unidos en la década de los 80.

## Filmografía parcial
| Año  | Título                                    | Director        | Funciones                    |
| ---- | ----------------------------------------- | --------------- | ---------------------------- |
| 2011 | Dream House                               | Jim Sheridan    | Director                     |
| 2009 | Brothers                                  | Jim Sheridan    | Director                     |
| 2005 | Get Rich Or Die Tryin'                    | Jim Sheridan    | Director Productor           |
| 2002 | En América                                | Jim Sheridan    | Guionista Director Productor |
| 2001 | Al límite                                 | John Carney     | Productor                    |
| 1999 | Un sueño hecho realidad                   | Anjelica Huston | Productor                    |
| 1998 | Moll Flanders                             | Pen Densham     | Actor                        |
| 1997 | The Boxer                                 | Jim Sheridan    | Guionista Director Productor |
| 1996 | Confesiones íntimas alrededor de una mesa | Mary McGuckian  | Actor                        |
| 1996 | En el nombre del hijo                     | Terry George    | Guionista Productor          |
| 1993 | Escapada al sur                           | Mike Newell     | Guionista                    |
| 1993 | En el nombre del padre                    | Jim Sheridan    | Director Productor           |
| 1990 | El prado (película de 1990)               | Jim Sheridan    | Director Guionista           |
| 1989 | Mi pie izquierdo                          | Jim Sheridan    | Director                     |

## Premios y nominaciones
Premios Óscar
| Año  | Categoría            | Película               | Resultado |
| ---- | -------------------- | ---------------------- | --------- |
| 1990 | Mejor Director       | Mi pie izquierdo       | Nominado  |
| 1990 | Mejor Guion Adaptado | Mi pie izquierdo       | Nominado  |
| 1994 | Mejor Película       | En el nombre del padre | Nominado  |
| 1994 | Mejor Director       | En el nombre del padre | Nominado  |
| 1994 | Mejor Guion Adaptado | En el nombre del padre | Nominado  |
| 2004 | Mejor Guion Original | En América             | Nominado  |